# Рау, Джейсен Райан
Джейсен Рау (Jasen Ryan Rauch; род. 24 апреля 1981 года) — американский гитарист, автор песен и музыкальный продюсер. Наиболее известен в качестве бывшего гитариста и автора песен христианской рок-группы Red, нынешнего гитариста Breaking Benjamin и продюсера сольного проекта гитариста Korn Брайана Уэлча — Love and Death, к которому Рау также присоединился в качестве бас-гитариста в 2020 году. По словам Уэлча, Рау обладает «отличным опытом для того, чтобы записывать, продюсировать и писать песни, а также участвовать в группе». Также Уэлч называл Рау одной из причин своего возвращения в музыку. До прихода в состав Breaking Benjamin в 2014 году Рау участвовал в написании песен для альбома Dear Agony (2009), в том числе синглов «I Will Not Bow» и «Lights Out».
Рау также работал над песнями для Pillar, Fireflight, 12 Stones, Disciple, Stars Go Dim, Kerrie Roberts, Ричарда Маркса, Spoken и The Wedding. Фронтмен Spoken описывал Рау как «жизненно важную часть альбома Illusion и того, чем сейчас является группа Spoken», называя его «удивительным продюсером». Помимо этого, Рау принимал участие в записи альбомов Korn The Paradigm Shift (2013), одноимённого альбома группы Nothing More (2014) и альбома Grey Daze Amends (2020).

## Личная жизнь
Рау живёт в Спрингфилде, штат Теннесси. Является христианином. Имеет двух дочерей от первого брака и одну от второго брака.

## Дискография
С Breaking Benjamin
- Dear Agony (автор песен) (2009)
- Dark Before Dawn (2015)
- Ember (2018)
- Aurora (2020)

С Love & Death
- Chemicals (EP) (автор песен и продюсер) (2012)
- Between Here & Lost (автор песен и продюсер) (2013)
- Perfectly Preserved (2021)

С Red
- End of Silence (2006)
- Innocence & Instinct (2009)
- Until We Have Faces (автор песен) (2011)
- Release the Panic (автор песен) (2013)